# Milan-San Remo 1961
La 52e édition de la course cycliste, Milan-San Remo a eu lieu le 19 mars 1961 et a été remportée par Raymond Poulidor. Il s'est imposé en solitaire devant le peloton réglé par Rik Van Looy à 3 secondes.

## Récit de la course
Raymond Poulidor s'impose au terme de cette édition de Milan-San Remo. Pour sa première participation à la course lombarde, le Français subit durant la course une crevaison. Le temps perdu dans le dépannage amène Poulidor à envisager un abandon, ce que refuse son directeur sportif Antonin Magne. Reparti, Poulidor revient dans le peloton à la faveur d'un ralentissement de celui-ci après la montée du Turchino. Il attaque ensuite dans le Poggio qu'il franchit avec 20 secondes d'avance sur ses poursuivants. Malgré une erreur de parcours de Poulidor dans la descente vers San Remo, Poulidor gagne la course en solitaire avec 3 secondes d'avance sur Rik Van Looy.

## Classement final
|    | Cycliste         | Équipe                | Temps           |
| -- | ---------------- | --------------------- | --------------- |
| 1  | Raymond Poulidor | Mercier-Hutchinson-BP | 7 h 41 min 07 s |
| 2  | Rik Van Looy     | Faema                 | + 3 s           |
| 3  | Rino Benedetti   | Ignis                 | + 3 s           |
| 4  | Dino Bruni       | Ignis                 | + 3 s           |
| 5  | Michel Van Aerde | Carpano               | + 3 s           |
| 6  | Dino Liviero     | Torpado               | + 3 s           |
| 7  | Walter Martin    | Carpano               | + 3 s           |
| 8  | André Darrigade  | Alcyon-Leroux         | + 3 s           |
| 9  | Pietro Musone    | Philco                | + 3 s           |
| 10 | Jo de Haan       | Rapha-Gitane-Dunlop   | + 3 s           |